# PKS Świdwin
PKS Świdwin (Przedsiębiorstwo Komunikacji Samochodowej w Świdwinie) – nieistniejące polskie przedsiębiorstwo świadczące usługi transportowe, założone w 1965 roku. 1 listopada 2013 PKS Świdwin zaprzestał realizacji usług przewozowych.

## Historia
Przedsiębiorstwo Komunikacji Samochodowej w Świdwinie rozpoczęło działalność 1 maja 1965 jako X Oddział PKS w Świdwinie, koszalińskiego PKS. Jednym z jego organizatorów i pierwszym szefem do roku 1990 był Edward Czarnowski. Przedsiębiorstwo zajmowało się wtedy przewozami pasażerskimi, towarowymi i usługami spedycyjnymi. W momencie powołania oddziału dysponowało 16 autobusami marki SAN oraz 15 samochodami ciężarowymi. Młode przedsiębiorstwo borykało się z problemami niewystarczającej liczby autobusów (co powodowało ich przeludnienie) i brakiem wykwalifikowanych pracowników obsługo–naprawczych i transportowych. Po reorganizacji Przedsiębiorstw PKS od 1 stycznia 1970 r. X Oddział został przemianowany na Placówkę Oddziału PKS Kołobrzeg podległego PPKS w Koszalinie.
W 1989 r. wskutek decyzji ówczesnego rządu, wszystkie Oddziały i niektóre Placówki stały się samodzielnymi podmiotami. Również PPKS w Świdwinie otrzymało osobowość prawną i z dniem 1 września 1991 r. zostało samodzielnym przedsiębiorstwem. Posiadało wówczas dworce w Świdwinie i Połczynie-Zdroju, stację obsługowo-naprawczą i stację paliw.
Od 1 lipca 2009 r. powołano Spółkę Skarbu Państwa pod nazwą Przedsiębiorstwo Komunikacji Samochodowej w Świdwinie Spółka z o.o. W 2012 firma, będąc jedyną jednoosobową spółką Skarbu Państwa w tej branży na Pomorzu Zachodnim, zanotowała 500 tys. zł straty, do czego przyczyniły się wysokie ceny paliwa oraz nierentowność funkcjonujących połączeń. Komunalizacją bankrutującej firmy zainteresowane było świdwińskie Starostwo Powiatowe, deklarując przejęcie firmy pod warunkiem oddłużenia spółki, na co jednak  Ministerstwo Transportu nie wyraziło zgody.

## PKS w Świdwinie Sp. z o.o.
PKS w Świdwinie sp. z o.o. obejmował swoim działaniem gminy: Brzeżno, Połczyn – Zdrój, Rąbino, Sławoborze, Świdwin. Spółka zatrudniała około 80 pracowników. Autobusy przedsiębiorstwa pokonywały rocznie około 2,4 mln km, przewożąc około 2,1 mln pasażerów. Regularnymi kursami docierały między innymi do Białogardu, Bydgoszczy, Chojnic, Człuchowa, Drawska Pomorskiego, Kołobrzegu, Koszalina, Szczecina, Szczecinka, Stargardu. Obsługiwano również wycieczki krajowe i zagraniczne – na terenie niemal wszystkich państw Europy.
PKS w Świdwinie sp. z o.o. świadczyło również usługi reklamowe, motoryzacyjne, prowadziło sprzedaż paliw, ogumienia, a także części zamiennych do samochodów.

### Tabor
Przedsiębiorstwo dysponowało następującymi rodzajami autobusów:
- Autosan H9-20
- Autosan H9-21
- Autosan H10-10
- Autosan A10-10T
- Bova-Futura
- Scania-Ilizar
- Setra 215UL
- Setra 315GT
- IVECO-TD A45.10